# 皮爾泰內城堡

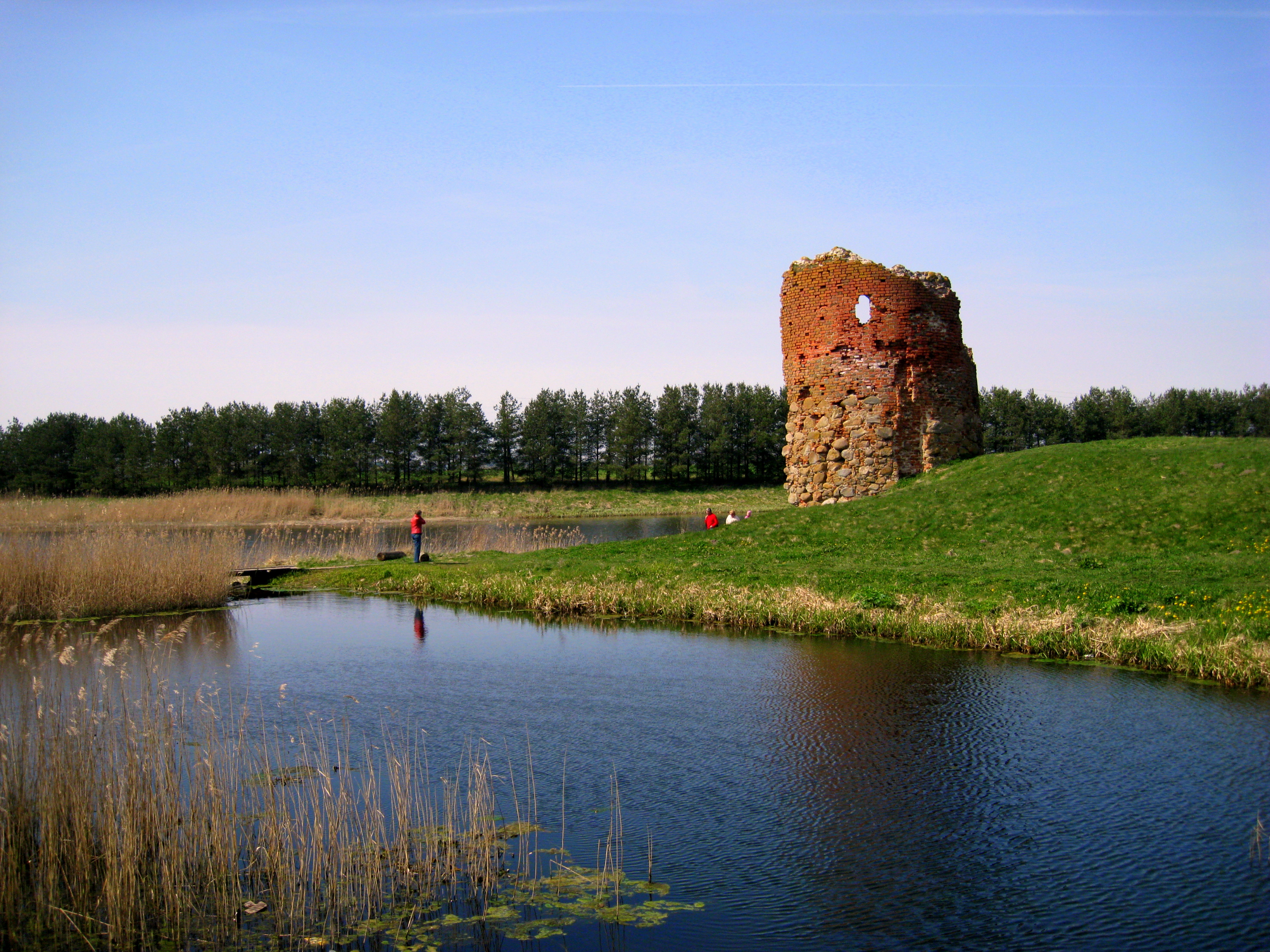

皮爾泰內城堡（Piltene Castle）是拉脫維亞城鎮皮爾泰內的一座城堡，位於拉脫維亞西部的庫爾蘭地區。在16世紀之前，這座城堡是庫爾蘭主教領的首都。現在這座城堡部分得到保護。

## 外部連結
- （拉脫維亞語） Piltene Castle (ruins) （页面存档备份，存于）
- 维基共享资源上的相關多媒體資源：皮爾泰內城堡